# Creditsafe Group
Die Creditsafe-Gruppe ist eine Wirtschaftsauskunftei, die Online-Bonitätsbewertungen von Unternehmen und Kreditauskünfte anbietet.

## Geschichte
Creditsafe wurde 1997 in Oslo, Norwegen, mit der Idee gegründet, die damals aufkommende Technologie des Internets zu nutzen, um Firmenauskünfte auch kleineren und mittelgroßen Unternehmen zur Verfügung zu stellen, indem die Geschäftsinformationen hauptsächlich über Telefonakquise und über das Internet verkauft wurden.
Nach dem Start in Norwegen gründete Creditsafe 1998 ein Büro in Göteborg, Schweden, bevor es im Jahr 2000 nach Großbritannien umzog. 2002 verlagerte Creditsafe dann den britischen Verkaufsbetrieb nach Caerphilly in Südwales. Im Jahr 2006 wurde Creditsafe Frankreich in Roubaix bei Lille eröffnet. Weitere Niederlassungen wurden 2007 in Dublin (Irland) und im Jahr 2008 in Den Haag (Niederlande) eröffnet, gefolgt von Berlin (Deutschland) im Jahr 2010, Brüssel (Belgien) im Jahr 2011 und Turin in Italien im Jahr 2013. Mit der Gründung von Creditsafe United States in Allentown, Pennsylvania im Jahr 2012 wurde erstmals eine Niederlassung außerhalb Europas eröffnet.
Durch die Eröffnung eines neuen Büros in Tempe, Arizona hat Creditsafe seine Präsenz in den USA seit der Gründung kontinuierlich ausgebaut.
Im September 2006 richtete Creditsafe ein Shared-Service-Center in Cardiff Bay, Wales, ein, das mittlerweile zum Zentrum für die Unterstützung der Vertriebsaktivitäten auf der ganzen Welt gewachsen ist. Im September 2016 richtete Creditsafe eine eigene Niederlassung in Japan ein. Creditsafe Japan hat seine Büros in Fukuoka und Tokio

## Produkte und Dienstleistungen
Die Creditsafe Gruppe bietet weltweite Wirtschaftsinformationen an. Das Kerngeschäft sind dabei online zur Verfügung gestellte Bericht über die Kreditwürdigkeit von Unternehmen. Die Daten zur Erstellung des Berichts stammen aus öffentlichen Registern, wie dem Handelsregister oder dem Bundesanzeiger, und privaten Organisationen, die validiert, bewertet und ausgewertet werden.
Creditsafe-Berichte werden von den meisten Kunden über die Creditsafe Plattform online abgerufen. Zunehmend kaufen jedoch auch Großkunden Lösungen, die entweder in ihre eigene Buchhaltungssoftware integriert werden oder einen der eigenen integrierten Dienste wie Creditsafe 3D nutzen. Das Unternehmen bietet API - Schnittstellen für die gängigsten Systeme als Integrationslösung an.